# Эриксон, Кристина
Кристина Эриксон (швед. Christina Erikson, урождённая Гранбом, род. 22 февраля 1973, Högsby parish, Кальмар) — шведская писательница детективов. Она также медсестра в сфере хирургии и имеет степень в области медиа и коммуникативных наук.

## Карьера
Эриксон выпустила свою первую книгу Morsarvet (Наследство матери) в 2014 году, через год после этого она выпустила книгу En god gärning (Доброе дело).
В 2015 году она выпустила книгу Av jord är du kommen (С земли ты пришёл), книгу о вымышленном персонаже Рите Бенсон, а в 2017 году вышла вторая книга о Бенсон под названием Döðgrävarens dotter (Дочь копателя).
В июле 2017 года Кристина Эриксон подписала двухлетний контракт с издательской компанией Bonniers, первая книга Din Vän Forsete была выпущена в сентябре 2018 года.